# Larson Giovanni Díaz Martínez
Larson Giovanni Díaz Martínez (n. Santa Rosa de Lima (Paraguay), 23 de marzo de 1994) también conocido como Larson Díaz y Larson Martínez es un atleta paraguayo que especializado en pruebas de lanzamientos y que ha conseguido sus mejores resultados en el lanzamiento de jabalina. Esta becado por la Secretaría Nacional de Deportes y compite por el Club San José.
Larson Giovanni Díaz Martínez y María Caballero fueron los mejores atletas del Campeonato Nacional de Atletismo de Paraguay de 2015.
Pertenece a una generación de lanzadores paraguayos entre los que destacan Ramón Jiménez Gaona (disco), Víctor Fatecha (jabalina), Nery Kennedy (jabalina) y Edgar Baumann (jabalina), quienes tuvieron carreras exitosas.

## Trayectoria
Comienza su vinculación con el atletismo a los 16 años en la Escuela de Atletismo de Misiones y decidió tomar en serio el deporte cuando logró una marca que le permitió clasificarse para Campeonato Sudamericano de Atletismo, recibiendo el apoyo de la FPA y la SND. A pesar de tener una molestia en la pierna, no se dio por vencido y continuó con la práctica atlética.

### 2013
En el Campeonato Sudamericano de Juveniles en 2013, disputado en Resistencia, Argentina. Díaz alcanzó 62.25metros en dicho torneo, consiguiendo un segundo puesto y la consiguiente medalla de plata. Era entrenado por Plinio Penzzi.

### 2014
En 2014, Díaz fue uno de tres lanzadores paraguayos que lanzaron más de 70 metros, incluyendo a Víctor Fatecha y Fabián Jara.

### 2015
En el Campeonato Nacional de Mayores de 2015, Díaz superó la marca mínima para los Juegos Panamericanos de Toronto con un tiro de 72.40m.
Representó a Paraguay en el Campeonato Sudamericano de Atletismo de 2015, terminando en 5.º lugar con una marca de 70.52 metros.
Logró primer puesto en el Campeonato Nacional de Atletismo de Paraguay de 2015, alcanzando su mejor marca personal de 75.57 metros.

### 2016
En abril de 2016, Díaz y velocista Fredy Maidana viajan a Japón junto a entrenador Plinio Penzzi y profesor Japonés Jun Mizushima, entre otros entreadores e atletas, para competir en el Shizuoka International Grand Prix y el Kawasaki Golden Grand Prix, respectivamente.
En mayo de 2016, fue convocado para representar a Paraguay en el Campeonato Iberoamericano de Atletismo de 2016, junto a Víctor Fatecha, Ana Camila Pirelli, Fredy Maidana y Christopher Ortiz, entre otros atletas.
En el Gran Prix XIII Gp William Fernando Rivarola de 2016, alcanza su mejor marca del año, con una marca de 73.54 metros.
En una entrevista en el 2016 afirma que su objetivo es ser uno de los mejores atletas de Paraguay.

### 2018
Logró su clasificación a los Juegos Odesur de 2018 tras lanzar 69,53 m en abril.

## Campeonatos internacionales
| Año                    | Competencia                                               | Encuentro              | Posición               | Disiplina               | Récord                 |
| Representante Paraguay | Representante Paraguay                                    | Representante Paraguay | Representante Paraguay | Representante Paraguay  | Representante Paraguay |
| ---------------------- | --------------------------------------------------------- | ---------------------- | ---------------------- | ----------------------- | ---------------------- |
| 2013                   | Campeonato Sudamericano de Atletismo de Juveniles de 2013 | Resistencia            | 2.º                    | Lanzamiento de jabalina | 62.25m                 |
| 2015                   | Campeonato Sudamericano de Atletismo de 2015              | Lima                   | 5.º                    | Lanzamiento de jabalina | 70.52m                 |
| 2016                   | Shizuoka International Grand Prix                         | Shizuoka               | Por determinarse       | Lanzamiento de jabalina | Por determinarse       |
| 2016                   | Kawasaki Golden Grand Prix                                | Kawasaki               | Por determinarse       | Lanzamiento de jabalina | Por determinarse       |
| 2016                   | XVII Campeonato Iberoamericano de Atletismo de 2016       | Río de Janeiro         | 8.º                    | Lanzamiento de jabalina | 72.28m                 |
| 2017                   | Gran Prix Internacional de Argentina de 2017              | Buenos Aires           | 2.º                    | Lanzamiento de jabalina | 72.74m                 |
| 2017                   | Gran Prix Internacional de Paraguay de 2017               | Luque                  | 2.º                    | Lanzamiento de jabalina | 68.48m                 |

## Campeonatos nacionales
| Año  | Competencia                                          | Encuentro          | Posición | Disiplina               | Récord  |
| ---- | ---------------------------------------------------- | ------------------ | -------- | ----------------------- | ------- |
| 2013 | Campeonato Nacional de Atletismo de Paraguay de 2013 | Asunción           | 3.º      | Lanzamiento de jabalina | 61.68m  |
| 2014 | Campeonato Nacional de Atletismo de Paraguay de 2014 | Asunción           | 2.º      | Lanzamiento de jabalina | 70.50 m |
| 2015 | FPA Campeonato Nacional de Mayores                   | Asunción, Paraguay | 2.º      | Lanzamiento de jabalina | 72.40m  |
| 2015 | Torneo Sol de América de 2015                        | Asunción           | 1.º      | Lanzamiento de jabalina | 68.18m  |
| 2015 | Campeonato Nacional de Atletismo de Paraguay de 2015 | Asunción           | 1.º      | Lanzamiento de jabalina | 75.57m  |
| 2016 | Campeonato Nacional de Atletismo de Paraguay de 2016 | Luque              | 2.º      | Lanzamiento de jabalina | 68.63m  |
| 2016 | Torneo Sol de América de 2016                        | Asunción           | 2.º      | Lanzamiento de jabalina | 66.20m  |
| 2018 | Torneo Sajonia de 2018                               | Asunción           | 2.º      | Lanzamiento de jabalina | 69.53m  |

## Mejor marca
- Lanzamiento de jabalina: 75.57m –  Secretaría Nacional de Deportes, Asunción – 25 de septiembre de 2015[25]

## Mejores marcas
IAAF Perfil y Federación Paraguaya de Atletismo
- 2013 - 62.25m
- 2014: 
  - lanzamiento de jabalina, 70.50 m
  - lanzamiento de peso, 13,04 m
  - lanzamiento de disco, 40,20 m.
- 2015 - 75.57m
- 2016 - 74.04m
- 2017 - 72.99m
- 2018 - 69.53m

## Historial nacional e internacional
- Medalla de plata en el Campeonato Sudamericano de Atletismo de Juveniles de 2013 en Resistencia, Argentina.[15]
- Medalla de plata en el Campeonato Nacional de Atletismo de Paraguay de 2014 en Asunción, Paraguay.[19]
- 5.º lugar en el Campeonato Sudamericano de Atletismo de 2015 en Lima, Perú.[10]
- Medalla de oro en el Campeonato Nacional de Atletismo de Paraguay de 2015 en Asunción, Paraguay.[4]

## Vida privada
Vive en la residencia del Comité Olímpico ubicado en la ciudad de Luque.
Es el hermano mayor de Iván Daniel Díaz Martínez, quien también participa en los Campeonatos Nacionales de Atletismo como lanzador de jabalina, representando al Club Águilas del Sur.
Su canal de Youtube le muestra realizando entrenamientos y participando en competiciones de atletismo.